# Erasmus Julius Nyárády
Erasmus Julius Nyárády (n. 7 aprilie 1881, Nirașteu, azi Ungheni, Mureș – d. 10 iunie 1966, Budapesta) a fost un botanist maghiar din Transilvania, membru al Academiei Române.

## Originea și studiile
Erasmus Nyárády s-a născut într‑o familie cu situație materială modestă, tatăl fiind cantonier de cale ferată. Studiile le‑a făcut la gimnaziul din Tg. Mureș, apoi la Școala Normală din Cluj, unde și‑a dezvoltat pasiunea pentru botanică. Studiile superioare le‑a făcut la Institutul Pedagogic din Budapesta, pe care l‑a absolvit în anul 1904.
În acești ani, ca student a avut ocazia să participe la excursiile botanice din Munții Tatra și pe coasta Adriaticii iar astfel s-a dedicat cercetării plantelor, fiind apreciat ca cel mai bun botanist al institutului (Velican, 1981; Váczy, Bartha, 1988).

## Activitatea didactică și științifică
A fost botanist la Universitatea din Cluj. Începând cu 21 decembrie 1935 a fost membru corespondent al Academiei de Științe din România. În anul 1948 a devenit membru titular al Academiei Române.
La terminarea studiilor universitare, încântat de flora munților Tatra, Erasmus Nyárády solicită un post de profesor la gimnaziul din Kežmarok, la poalele acestor munți. Aici lucrează între anii 1904–1911. Rezultatele cercetărilor sale se concretizează în 15 lucrări științifice. Începe să alcătuiescă un herbar propriu și unul pentru gimnaziul din localitate.
Mânat de nostalgia locurilor natale, a cerut să fie transferat la gimnaziul din Tg. Mureș, unde a predat timp de 11 ani, până în 1922. Aici continuă cercetările floristice, publicând în anul 1914 cartea „Flora de primăvară și vară din împrejurimile orașului Tg. Mureș”.
În anul 1922 a fost solicitat de Alexandru Borza, să ocupe postul de conservator (custode) al colecțiilor botanice din Institutul Botanic Cluj.
La propunerea botanistului Iuliu Prodan a fost invitat și la catedra de botanică de la Academia de Înalte Studii Agronomice din Cluj, unde lucrează în paralel, ani de-a rândul.
În felul acesta se cimentează legături de colaborare fructuoasă între cei patru mari botaniști, creatori a ceea ce se numește „școala botanică Clujană”: Al. Borza, J. Prodan, I. Grințescu și E.J. Nyárády.
Își ia rămas bun de la învățământ, prin publicarea în 1922 a unui foarte îngrijit manual de botanică pentru uzul liceelor și prin executarea celei mai precise și mai sugestive hărți murale în relief a României, pe care au comandat‑o mai ales școlile militare din România (Pop, 1967).
Acceptând invitația lui Alexandru Borza, i s-a deschis o perspectivă nouă, de împlinire a aspirațiilor sale științifice. Eliberat de sarcinile didactice, Nyárády îsi concentrează întreaga sa putere de muncă pentru organizarea și îmbunătățirea herbarului Universității Clujene și în paralel al său personal. Astfel în această periodă munca lui de bază a devenit studierea florei din diferite regiuni din țară.
El a cutreierat toată România, de la munte la mare, strângând un vast și prețios material, care a servit atât la editarea Florei Romaniae Exsiccata, cât si– peste multe decenii – a grandioasei opere FLORA RPR/ RSR.
Sub conducerea lui, Muzeul botanic din Cluj a devenit cel mai mare și mai bine cotat herbar din România, cu plantele cele mai bine determinate. În cei peste 20 ani petrecuți aici, Nyárády a avut rezultate excelente, iar studiind flora diferiților munți, a publicat numeroase lucrări științifice atât în limba română, cât și în maghiară, de expl. a munților Ceahlău (1924), Piatra Cloșani și Oslea (1928), Retezat (1928), Lacul Roșu și Cheile Bicazului (1937), Harghita (1928, 1930, 1942). (Pop, 1967 ; Váczy, Bartha, 1988).
În acelaș timp a studiat temeinic și a făcut cunoscute unele genuri cu statut taxonomic și filogenetic aparte, cum sunt Ranunculus (1933), Viola (1932, 1941), Hieracium (1928, 1938, 1940, 1942, 1943), Centaurea (1943, 1945), și Alyssum (1927, 1928, 1929, 1930). (Ghișa, 1966)
Meritele cele mai importante ale acestei perioade au fost apariția cărților: Flora Cheilor Turzii (1937, 1938), în total cinci cărți (trei în lb. maghiară, două în lb. română), precum și cartea Flora Clujului și împrejurimilor sale (1940–1944).
Erazmus Nyárády, prin lucrările sale efectuate în Cheile Turzii – într‑un loc carstic spectaculos din pvd. peisagistic, doar pe 104 ha (azi 324 ha) a identificat 1030 specii de plante superioare (în toată România sunt cca 3500 sp.), unele endemice, altele relicte terțiare sau rare – a pus bazele științifice pentru ca în anul 1938 Cheile Turzii să primească statutul de rezervație științifică botanică și geologică, pe care și-l menține și astăzi (Bartók, 2011).
Cu apariția acestor monografii se încheie perioada de cercetare și elaborare de lucrări regionale din viața lui Nyárády, urmată între anii 1948 și 1966 de perioada cea mai fertilă de organizare, îndrumare, coordonare, control și elaborare a unei opere de nivel național.
Ca o recunoștere a meritelor sale, Erazmus Iuliu Nyárády a fost ales membru titular al Academiei Republicii Socialiste România, încredințându‑i‑se în anul următor sarcina de responsabil al comitetului de redacție, apoi redactor al monumentalei lucrări științifice Flora Republicii Socialiste România, planificată să apară în 12 volume. Se simțea de mult lipsa unei lucrări complete care să ofere o cunoaștere cât mai precisă a tuturor plantelor care cresc spontan, subspontan sau cultivate pe teritoriul României, gradul lor de răspândire, rolul lor în natură.
La preluarea acestei sarcini Nyárády avea 68 de ani, dar cu înflăcărare tinerească și devotement total s‑a apucat de lucru. El și‑a alcătuit un colectiv de lucru dintre botaniștii cei mai buni ai țării, cu ajutorul cărora – și prin contribuția sa personală – a pornit la elaborarea monumentalei opere.
Redactorul principal al Florei a fost acad. Traian Săvulescu–care avea specialitatea de fitopatolog‑micolog–a dat mână liberă lui Nyarady în organizarea acestei vaste lucrări, până în cele mai mici detalii. Nyárády a împărțit materialul de redactat pe volume și pe membrii colectivului, a întocmit planul de muncă, a repartizat totul pe ani și trimestre. A organizat și un atelier de desen pentru ilustrarea Florei cu 10 desenatori talentați, care erau îndrumați direct de dânsul. Genurile și familiile cele mai critice (Hieracium, Centaurea, Rubus, Alyssum și Cruciferae) au fost prelucrate de el însuși în întregime, de exemplu: vol. X. (1965) cu prelucrarea g. Hieracium, de cca 1000 de pagini.
Primul volum din FLORA a apărut în 1952, volumul XI.(1966), XII.(1972), iar volumul XIII. (1976), a fost un volum suplimentar, la care el nu a mai contribuit. Întreaga lucrare cuprinde 9287 pagini și 1582 planșe alb‑negru (Resmeriță, 1981), astfel încât ea este și va rămâne cea mai importantă lucrare de botanică din România (Mititelu, 1980–1993; Bartók, 2011).
Celebrul herbar Nyárády cuprinde cca 90.000 file, din care 86.300 se găsesc în diferitele herbare universitare și muzee din România, cca 1.300 în Ungaria, dar se presupune că prin schimb au ajuns și în mai multe țări europene.
În țară cea mai mare colecție se găsește la Muzeul Brukenthal din Sibiu, denumită Colecția familiară Nyárády, care depășește 57.000 file. Tot aici se găsesc cărțile și obiectele personale ale acad. Nyárády (Schneider‑Binder, Drăgulescu, 1993).
Realizările sale științifice au fost apreciate mult în țară și în străinătate. A fost decorat cu ordinul Steaua Republicii Populare Române (clasa IV., I.), Ordinul Muncii cl. I., a fost laureat al Premiului de stat cl. I. Din 1960 a fost numit membru în Prezidiul Academiei RPR, a fost sărbătorit în mod solemn cu prilejul împlinirii vârstei de 80 de ani. Academia l-a delegat în colectivul de redacție al operei Flora Europei, a fost unicul membru din România al Asociației Internaționale de Taxonomie și Nomenclatură (Váczy, 1971; Váczy, Bartha, 1988).
În concluzie, acad. Nyárády a fost un ilustru botanist, care pe parcursul a 63 ani a desfășurat o prodigioasă activitatea științifică; a elaborat 14 cărți, 166 lucrări științifice, a descris 2 genuri de plante noi pentru știință (Triplopetalum, Pietrosia) și 1627 taxoni și infrataxoni. De asemenea, el a coordonat și îndrumat elaborarea celei mai importante și vaste lucrări botanice publicate vreodată în România.

## Distincții
- Ordinul Muncii clasa I (31 decembrie 1956) „cu prilejul împlinirii a 90 de ani de la înființarea Societății Academice Romîne, pentru merite deosebite in muncă”[2]
- Ordinul „Steaua Republicii Populare Romîne” clasa a IV-a (12 august 1959) „pentru activitate rodnică în dezvoltarea științei și culturii din Republica Populară Romînă”[3]
- Ordinul „Steaua Republicii Populare Romîne” clasa I (5 iunie 1961) „pentru merite deosebite în activitatea științifică, cu prilejul împlinirii a 80 de ani”[4]
- titlul de Om de Știință Emerit al Republicii Populare Romîne (18 august 1964) „pentru merite deosebite în activitatea științifică”[5]